# Ochii tăi
Ochii tăi reprezintă cel de-al treilea album al formației t-short, scos pe piață în decembrie 1999 de către casa de discuri „A&A Records”. Deoarece CD-urile nu au fost gata atunci, lansarea oficială a avut loc în 2000.
Piesa „Prin ploaie” a beneficiat și de un videoclip, inițial fiind aleasă „Nu știu ce vrei”, și a fost prezentă și pe compilația „Atomic Mega Hits vol. 5” (2000).

## Piese Seara asta 5
1. Prin ploaie
2. Nu știu ce vrei
3. N-am uitat
4. Ochii tăi
5. Îmi pare rău
6. Ești ca o stea
7. Lumea
8. Uită-te în jurul tău
9. Vreau să-mi fac de cap